# 石井寛人
石井 寛人（いしい ひろと、1986年11月27日 - ）は、俳優。
埼玉県出身。
AND ENDLESS、Office ENDLESS、所属。

## 経歴、人物
- AND ENDLESSワークショップを経て入団
- 猫が好きで猫を飼っている
- 趣味は読書、特技はブラインドタッチ
- 同じ劇団員平野雅史の小道具つくりを手伝っている姿が舞台戦国BASARAのDVDに映っている

## 出演作品

### AND ENDLESS公演
- 2007年 CLASSICS I
- 2008年 堕天・神殿・遅咲きの蒼

　　　　 DECADANCE /II〜太陽の子〜/III〜ハイノミドリ〜
- 2009年 CLASSICS II

　　　　 WORLDS THE Tempest/十三夜
- 2010年 枯れるやまぁ のたりのたりと まほろばよ あぁ悲しかろ あぁ咲かしたろ

　　　　 ゆめゆめこのじ/Madam river and Mr.sofa
- 2011年 堕天・神殿・遅咲きの蒼

　　　　美しの水 White / Blue / Red / Purple(黄金、願い、御伽、息吹、大地)
- 2012年 安穏 目吐露濃霧

　　　　 RE-INCARNATION
　　　　 Re:ALICE
　　　　 四谷怪談
- 2013年 RE-INCARNATION / RE-INCARNATION RE-BIRTH

　　　　 知り難きこと陰の如く、動くこと雷霆の如し
- 2014年 RE-INCARNATION RE-VIVAL
- 2015年 桜の森の満開の下

　　　　 仄々明晰夢
　

### 外部出演
- 2007年AND ENDLESS ワークショップ公演「collection house」
- 2008年AND ENDLESS ワークショップ卒業公演「Re:Alice」
- 2009年舞台戦国BASARA（原作:CAPCOM）
- 2010年舞台戦国BASARA　蒼紅共闘
- 2011年舞台戦国BASARA3
- 2012年舞台戦国BASARA2

　　　　舞台戦国BASARA3 -瀬戸内響乱-

　　　　舞台一騎当千
- 2013年陽炎ペイン　CHIAKi ISHIKAWA x DAISUKE NISHIDA

　　　　舞台戦国BASARA3宴

　　　　舞台戦国BASARA3宴弐
- 2014年舞台戦国BASARA3咎狂わし絆

　　　　舞台『才能がない！！！』 

　　　　舞台戦国BASARA4

### その他
- 2009年　楽曲提供：桜の森の満開の下
- 2014年 演出助手：舞台ノブナガ・ザ・フール第三回公演